# Tetongebergte
Het Tetongebergte (Engels: Teton Range) is een bergketen aan de oostflank van de Rocky Mountains. Het strekt zich uit van noord naar zuid over een lengte van ongeveer 100 kilometer in de Amerikaanse staat Wyoming, aan de grens met Idaho. De bergketen bevindt zich iets ten zuiden van het Nationaal park Yellowstone en vormt grotendeels onderdeel van het Grand Teton National Park. De hoogste toppen van de keten zijn de Grand Teton met 4199 meter en de Mount Moran met 3842 meter. De Grand Teton en nog zeven van de hoogste toppen van de keten bevinden zich in hetzelfde massief tussen de valleien Cascade Canyon en Death Canyon en worden informeel ook wel aangeduid als Cathedral Group (kathedraalgroep). In dit massief bevinden zich ook een aantal gletsjers, waaronder de grootste; de Teton-gletsjer.
De naam Teton is afkomstig van vroege Franse bonthandelaren, die het massief vanwege zijn vorm "drie borsten" (Frans téton) noemden.

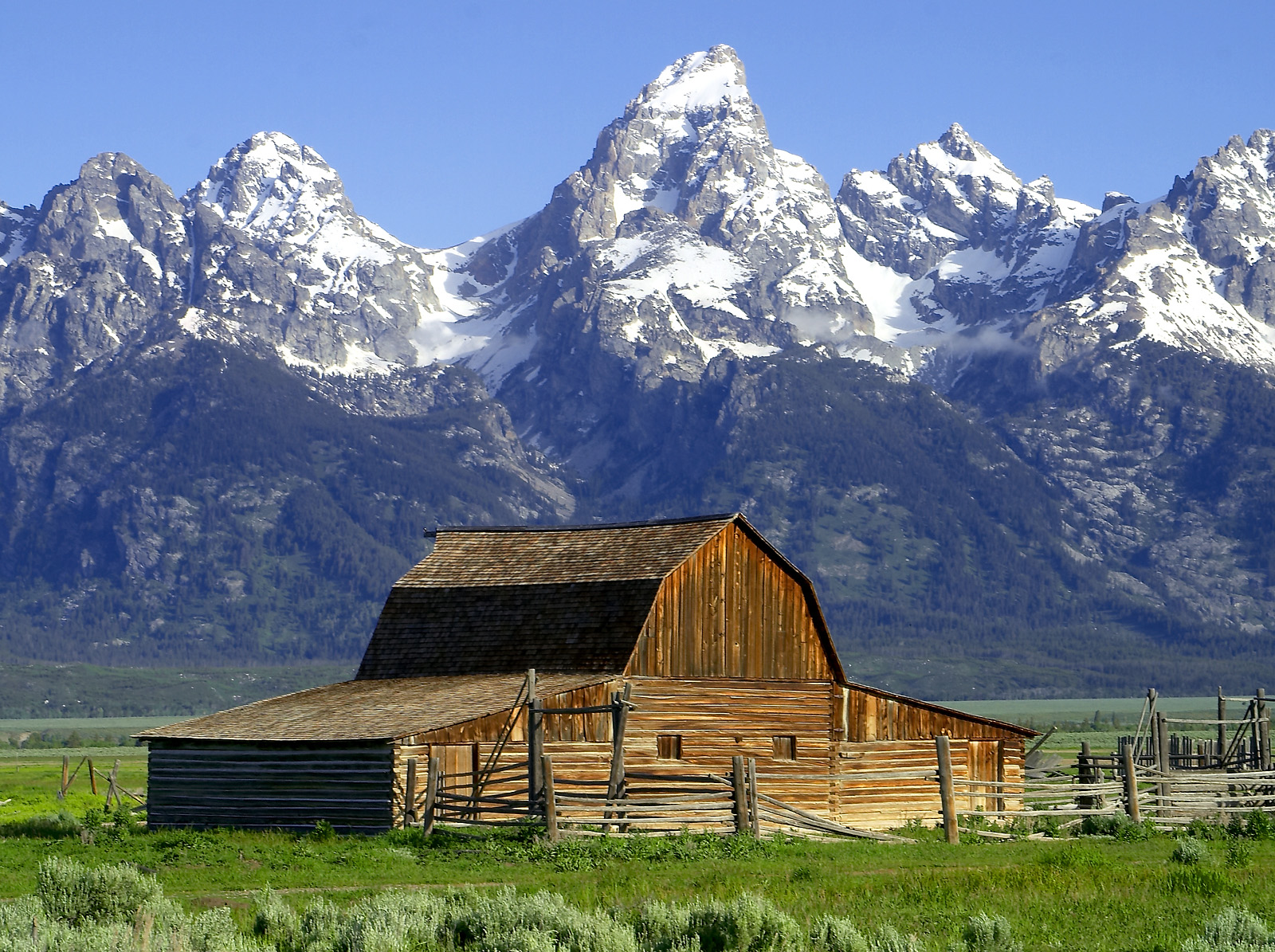
Noordeinde van de Cathedral Group met in het midden de Grand Teton

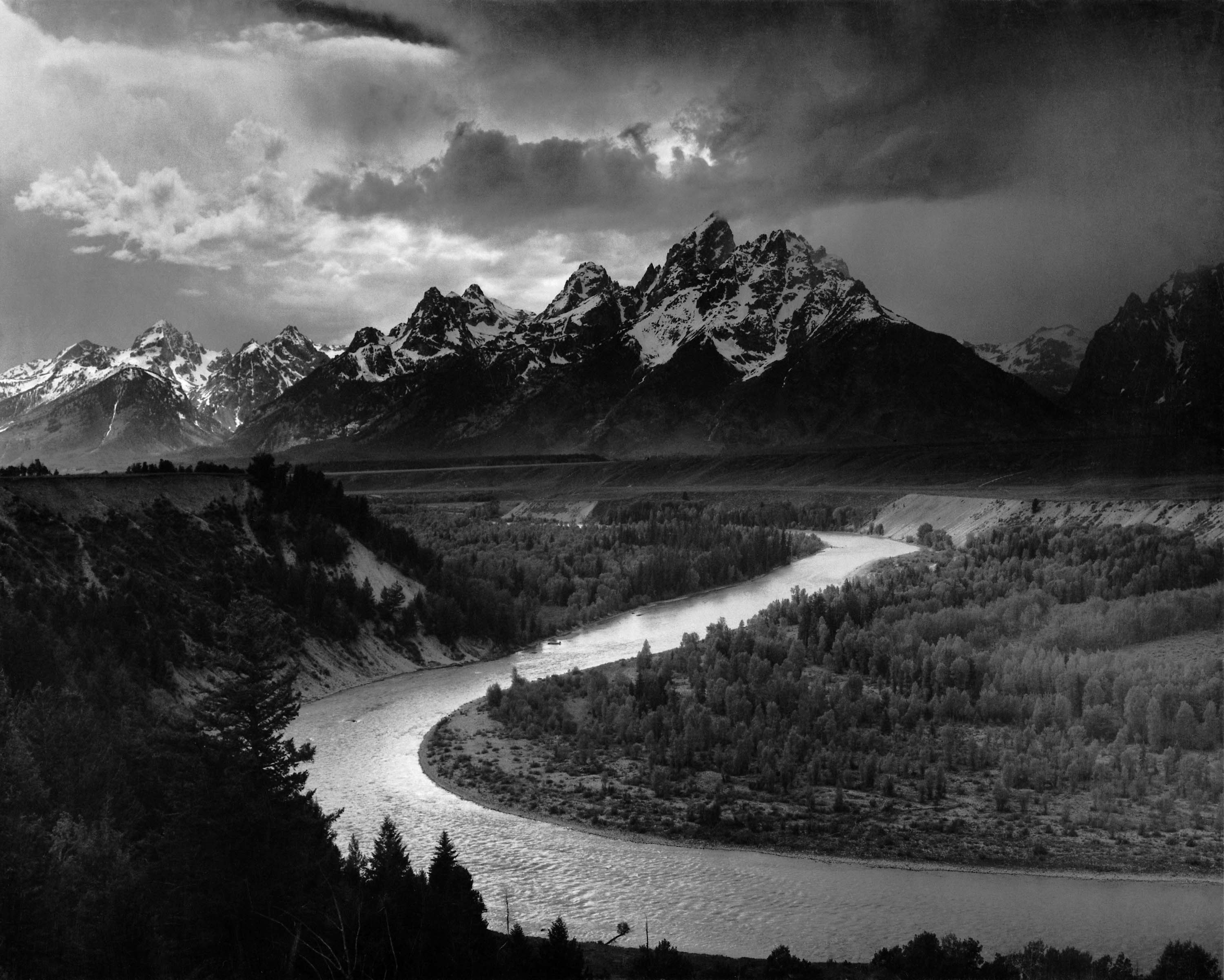
Snake River en de Tetons, gefotografeerd door Ansel Adams in 1942

## Geologie
Het Tetongebergte vormt de markantste en geologisch jongste keten van de Rocky Mountains. Het vormt een scherpe overgang tussen de prairies van de Great Plains en de Rocky Mountains.
Het moedergesteente van het Tetongebergte bestaat net als het aangrenzende deel van de Rocky Mountains uit metamorfe gneis, die over een geologisch gezien lange periode ontstaan is onder druk van sedimenten van een oermeer. In scheuren en spleten van het gesteente drong magma in en consolideerde zich in gangen tot graniet, intrusie genoemd.
Door het rekken en verdunnen van de aardkorst ontstond ongeveer 9 tot 6 miljoen jaar geleden beweging langs de breuk van de Teton in noord-zuidrichting. Aan de westelijke zijde van de breuk werd de korst opgeheven en ontstond de huidige Tetonketen met haar steile oostflank en geleidelijk verlopende westflank. Het oostelijke deel van het deel van de korst zakte naar beneden en vormt nu het dal van Jackson Hole. Het hoogteverschil tussen de opgerezen toppen en het dal bedroeg oorspronkelijk ongeveer 10.000 meter. De voortschrijdende erosie reduceerde de hoogte van het Tetongebergte en legde haar graniet bloot, waarvan de scherpe kanten nu de markante toppen sieren. Het geërodeerde materiaal vulde deels het dal van Jackson Hole op. Momenteel bedraagt het hoogteverschil tussen de toppen van de Grand Teton en het dal ongeveer 2.100 meter.

## Geografie
Het Tetongebergte strekt zich uit van noord naar zuid. Naar het zuiden toe wordt ze voortgezet door het Salt Rivergebergte. In het zuidwesten grenst het aan de kleine Big Hole Mountains, die de loop bepaalt van de rivier de Snake, die direct onder de oostflank van het Tetongebergte over de volledige lengte de keten begeleid en vervolgens afbuigt naar het westen en noordwesten en zo de bergketen voor driekwart omstroomt. Ten oosten ligt het dal Jackson Hole, in het westen het dal van de rivier de Teton.
In het Tetongebergte ontspringen geen grote rivieren. De neerslag watert allemaal af via de rivier de Snake; vanaf de oostzijde direct, vanaf de westflank over de Tetonrivier en de Henrys Forkrivier in Idaho.
Bijna de hele oostflank van het Tetongebergte en het westen van Jackson Hole behoren nu tot Grand Teton National Park en de westflank tot het Targhee National Forest, een nationaal bos. In het Targhee National Forest liggen twee wilderness areas: De naar de pelsjager en Mountain Man Jedediah Smith vernoemde Jedediah Smith Wilderness en in het noorden de kleine Winegar Hole Wilderness. Beiden vormen net als alle andere Wilderness Areas natuurbeschermingsgebieden van de strengste klasse in de Verenigde Staten, zonder enige menselijke invloed. In het zuidoosten loopt het Bridger-Teton National Forest over een klein deel van de bergketen.
In het zuiden van de Tetonketen ligt de Jackson Hole Ski Area, een van de grootste en bekendste skigebieden van de Verenigde Staten. Een ander skigebied met de naam Grand Targhee Resort ligt in het zuidwesten.